# Assedio di Parigi (885-886)
L'assedio di Parigi dell'885-886 fu un assedio eseguito dai Vichinghi a Parigi, allora capitale del regno dei Franchi Occidentali. Si trattò, con grande verosimiglianza, del principale evento del regno dell'imperatore Carlo il Grosso, e il punto di svolta per le fortune della dinastia carolingia e per la storia della Francia. L'azione militare dimostrò anche ai Franchi l'importanza strategica di Parigi in un momento in cui essa appariva anche come una delle maggiori città della Francia occidentale. L'assedio viene raccontato da un testimone oculare nella poesia latina Bella Parisiacae urbis di Abbone il Curvo.
Con centinaia di navi e forse decine di migliaia di uomini a disposizione, i Vichinghi giunsero alle porte dell'odierna capitale francese alla fine di novembre dell'885, esigendo che fosse loro versato un tributo. Benché Oddone, conte di Parigi, avesse rifiutato di cedere alla richiesta, egli aveva a disposizione soltanto alcune centinaia di soldati per difendere il presidio. I suoi avversari attaccarono con una varietà di macchine d'assedio, senza però essere in grado di sfondare le mura della città nonostante giorni di intensi attacchi. L'assedio si protrasse per mesi, ma senza alcun assalto significativo dopo l'attacco iniziale; constatata l'impossibilità di prevalere, la maggior parte dei Vichinghi lasciò Parigi decidendo di spingersi più a sud lungo la Senna. Un ultimo infruttuoso tentativo di penetrare nella città avvenne durante l'estate: qualche tempo dopo, nel mese di ottobre, Carlo il Grosso arrivò con il suo esercito.
Suscitando la frustrazione dei parigini che avevano combattuto per difendere il proprio insediamento senza ricevere ausilio esterno, Carlo scelse di non attaccare gli invasori stranieri. Al contrario, consentì loro di risalire la Senna per razziare la Borgogna, al tempo coinvolta in una ribellione, e promise il pagamento di 700 libbre (257 kg) d'argento. Oddone, molto scettico su una simile proposta, tentò di sfidare le promesse di Carlo. Quando Carlo morì nell'888, Oddone fu eletto come primo re dei Franchi non affiliato alla dinastia carolingia.

## Contesto storico

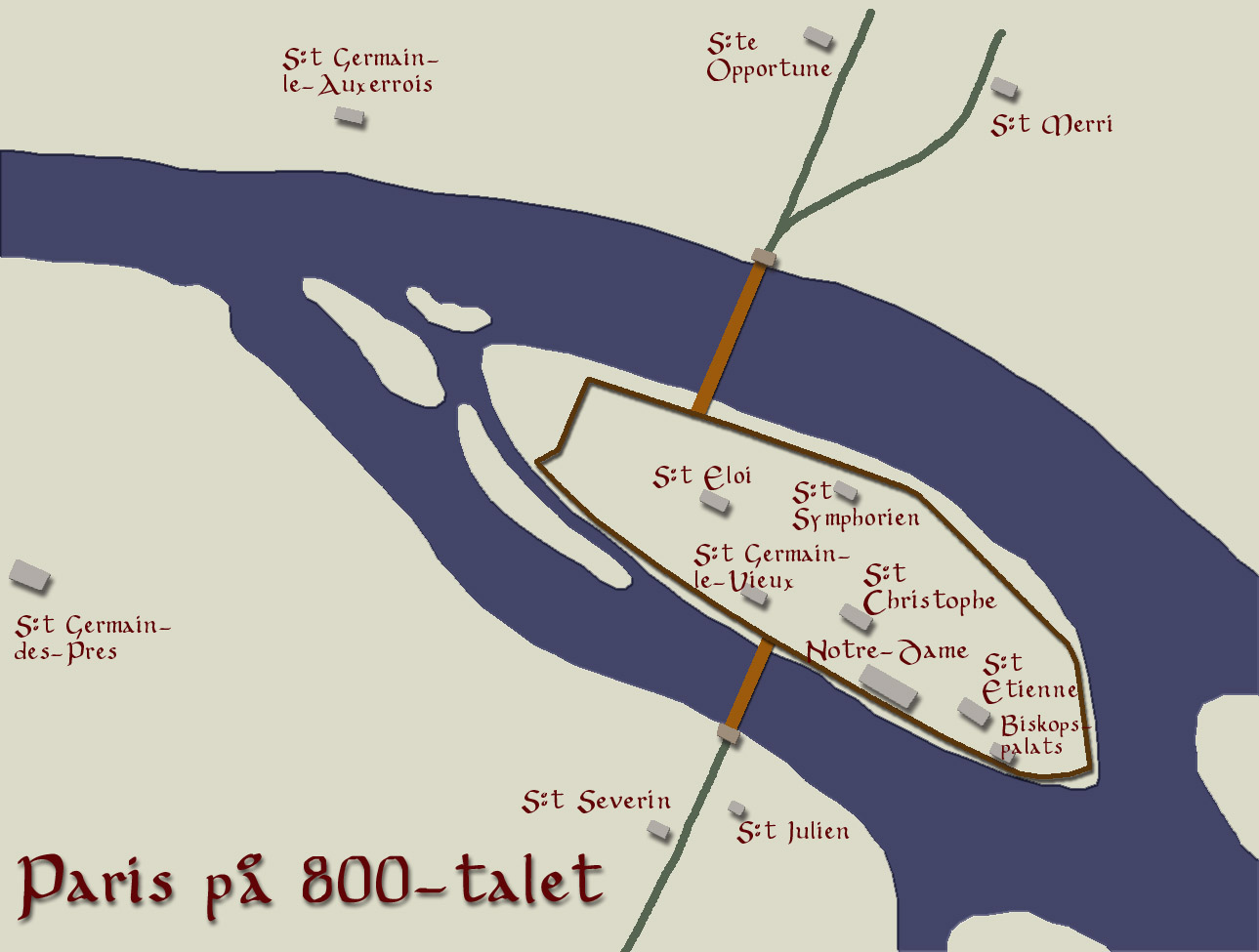
Parigi nel IX secolo

I Vichinghi, soprattutto i Dani nell'arcipelago britannico ed altri Norreni in Europa continentale, rappresentavano la principale minaccia per i regnanti europei della fine del IX secolo, periodo di alto splendore dell'epoca vichinga. Dopo essersi ritagliati un Danelaw in Inghilterra, essi erano riusciti altresì a insediarsi in Rus' e a dominare le importanti città di Ladoga e Novgorod. Le razzie raggiunsero anche il Mar Mediterraneo, dove gli incursori  attaccavano cristiani e musulmani, saccheggiando le pianure costiere ed i fiumi navigabili di Francia, Spagna ed Italia. Le aree più colpite del vasto Impero carolingio furono i Paesi Bassi e le vicine regioni di Gallia e Germania, zone in cui i numerosi fiumi navigabili favorivano le scorribande.
Nell'845 i Vichinghi, grazie alle temibili navi di cui disponevano, risalirono la Senna ed attaccarono Parigi, evento ripetutosi altre tre volte nel decennio dell'860 e andandosene in ogni occasione solo quando l'acquisizione di bottino o doni appariva ai loro occhi accettabile. Nell'864, grazie all'Editto di Pistres, furono costruiti ponti fortificati lungo la Senna, non solo a Pistres (l'odierna Pîtres), ma anche a Parigi, dove ne sorsero due, uno su ogni lato dell'Île de la Cité, e che furono particolarmente utili durante l'assedio dell'885. Colui che comandava la regione attorno a Parigi (Île-de-France) era il duca di Francia (anche conte di Parigi), il quale gestiva le terre tra Senna e Loira. All'inizio si trattava di Roberto il Forte, margravio di Neustria e missus dominicus per la valle della Loira: egli iniziò a fortificare la vecchia capitale e combatté i norreni continuamente fino alla morte, giunta contro di loro nella battaglia di Brissarthe. Suo figlio, Oddone, gli successe e proseguì la fortificazione di Parigi.
Nel frattempo il regno dei Franchi Occidentali patì il susseguirsi di numerosi brevi regni finché Carlo il Grosso, già re dei Franchi Orientali e re d'Italia, divenne monarca. Nacquero nuove speranze con la riunificazione dell'impero che era stato di Carlo Magno, ma mentre si pensava che i Franchi avessero ottenuto un vantaggio contro i Vichinghi dopo la vittoria di Luigi III nella battaglia di Saucourt nell'881, nell'885, un anno dopo la successione di Carlo, i norreni scagliarono un nuovo durissimo attacco a Parigi.

## L'assedio

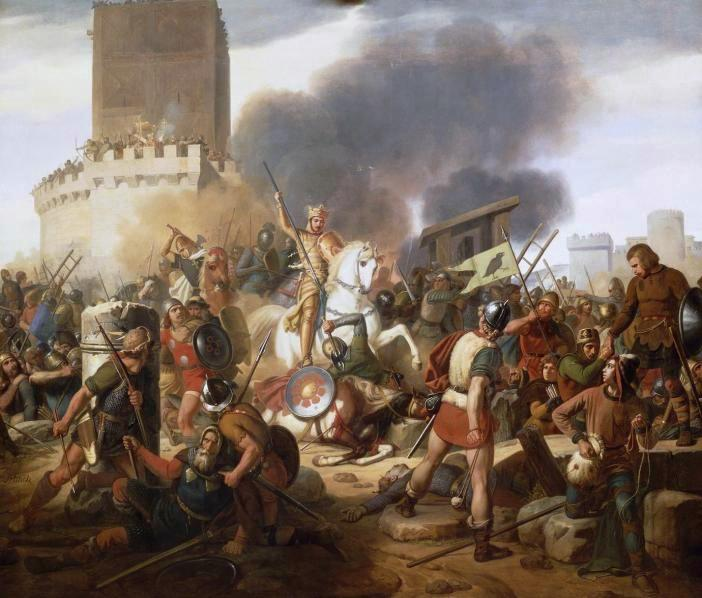
Il Conte Oddone difende Parigi contro i Norreni. Olio su tela di Jean-Victor Schnetz (1837), galleria delle Battaglie

I vichinghi danesi sotto Sigfred e Sinric navigarono di nuovo verso la Francia occidentale nell'885, dopo aver razziato le parti nord-orientali del regno in precedenza. Sigfred, capo dei Dani, aveva chiesto a Carlo un tributo, ma la richiesta fu rifiutata. Per tutta risposta, egli risalì immediatamente la Senna con 700 navi ed oltre 30 000 o addirittura 40 000 uomini, cifre ritenute poco attendibili. La stima del totale, la più alta mai riferita a una flotta vichinga nelle fonti del tempo, si deve ad Abbone il Curvo. Sebbene questi fosse stato un testimone oculare dell'intera operazione militare, si ritiene unanimemente a livello storiografico che i numeri di Abbone vanno considerati come «un'esagerazione non credibile», con il britannico Brooks che ritiene Abbone addirittura «degno di una categoria a parte riservata a chi, come lui, tende in ogni occasione a sovrastimare le cifre». Lo storico C.W. Previté-Orton azzarda invece come totale 300 imbarcazioni, mentre John Norris più di recente «circa 300». Nonostante i Franchi abbiano cercato di bloccare i norreni dal tentativo di risalire la Senna, gli invasori alla fine riuscirono a raggiungere Parigi, insediamento a quel tempo concentrato su un'isola, quella che sarebbe divenuta nota come Île de la Cité. La sua importanza strategica era data dalla capacità di bloccare il passaggio delle navi con i due ponti bassi, uno in pietra e l'altro in legno. Nonostante questo le basse navi vichinghe riuscivano a superare Parigi. Oddone si preparò all'arrivo degli avversari fortificando le teste dei ponti con due torri di guardia su ognuno, ma disponeva, come riferisce Abbone, di pochi uomini, ovvero non più di 200 in età reclutabile. In compenso, il nobile poteva contare sull'aiuto del fratello, Roberto, di due conti, di un marchese e di Gozlin, vescovo locale definito dalla letteratura medievale come il «primo vescovo combattente», abate di Saint-Germain-des-Prés.
I Vichinghi giunsero il 24 o il 25 novembre 885, chiedendo subito il versamento dei tributi. Nel momento in cui gli furono negati, essi si convinsero a porre la città sotto assedio. Il 26 novembre i Dani attaccarono la torre nord-orientale con baliste, manganelle e catapulte colpendola con frecce e pietre, venendo però respinti da un misto di cera e pece. Quel giorno tutti gli attacchi degli aggressori terminarono con una disfatta, incoraggiando i parigini a costruire durante la notte un nuovo livello della torre. Il 27 novembre i norreni provarono ad attaccare scavando gallerie, usando arieti e fuoco, ma non ebbero successo. Lo stesso giorno il vescovo Gozlin penetrò valorosamente in una fenditura del muro con arco e scure, piantando una croce sulle difese esterne ed esortando la popolazione, suo gregge, a resistere. Anche frate Ebles, un altro chierico, si unì ai combattimenti.
Per due mesi i Vichinghi scavarono, creando trincee e cercando di guadagnare terreno. Nel gennaio dell'886, tentarono di riempire il fiume di detriti, resti di piante ed animali e persone morte (prigionieri giustiziati), in modo da aggirare la torre con la fanteria, ma ancora una volta fallirono. Questi tentativi continuarono per due giorni, ma al terzo si procedette a incendiare tre navi e a dirigerle verso il ponte in legno. Le imbarcazioni si insabbiarono prima di incendiare il ponte, ma la costruzione lignea fu comunque danneggiata. Il 6 febbraio la pioggia fece esondare il fiume ancora pieno dei detriti che i Vichinghi avevano gettato settimane prima, con risultato che il ponte crollò. Senza tale struttura, la torre nord-orientale era isolata con soli dodici uomini al suo interno. I Vichinghi chiesero loro di arrendersi, ma essi rifiutarono e furono uccisi.
I Vichinghi lasciarono sul posto una guarnigione, ma la maggior parte di loro proseguì oltre Parigi per saccheggiare Le Mans, Chartres, Évreux e nella Loira. Oddone era riuscito a mandare alcuni uomini oltre le linee nemiche, i quali perseguivano l'obiettivo di raggiungere l'Italia e pregare Carlo di giungere in soccorso. Enrico di Franconia, rappresentante di Carlo in Germania, marciò presto verso Parigi. Provati dalla faticosa marcia avvenuta durante l'inverno, gli uomini di Enrico eseguirono soltanto una piccola schermaglia nel mese di febbraio prima di ritirarsi. Gli assediati ottennero nuove provviste e rinforzi, mentre invece morale degli incursori non era alto e Sigfred abbassò la richiesta a sessanta libbre d'argento. Quest'ultimo tolse l'assedio ad aprile, ma Rollone, l'altro capo vichingo, rimase con i suoi uomini. A maggio, tra le truppe parigine iniziò a scoppiare un'epidemia e Gozlin, grande spronatore e uomo di chiesa combattente, morì. Oddone stesso oltrepassò le linee nemiche per chiedere assistenza a Carlo, convincendolo a spostarsi verso l'odierna capitale francese. Sulla strada del ritorno, Oddone dovette combattere per rientrare a Parigi, spingendo Carlo ed Enrico di Sassonia a marciare verso l'agglomerato urbano da nord. Secondo Joshua J. Mark, «a un certo punto dell'886, Oddone tornò assieme alle armate di Carlo il Grosso. Dopo una serie di combattimenti, egli si fece strada tra le forze vichinghe e accedette alla città con il suo seguito. Malgrado i Vichinghi lo inseguirono quanto più in fretta poterono, il conte organizzò una difesa immediata e i danesi furono nuovamente ricacciati verso le proprie imbarcazioni». La stessa fortuna non ebbe Enrico di Franconia, il quale cadde in trappola assieme ad alcuni dei suoi uomini e, a seguito della sua cattura, finì ucciso.
In estate i Dani fecero un ultimo tentativo di espugnare la città, ma furono respinti. Il grande esercito imperiale giunse finalmente ad ottobre, riuscendo a spronare gli assedianti a desistere dal loro intento. Carlo circondò Rollone e il suo esercito stabilendo un accampamento a Montmartre, ma egli non aveva comunque intenzione di combattere. Piuttosto, giunse a un compromesso con i suoi avversari autorizzandoli a spostarsi lungo la Senna per raggiungere la Borgogna, allora in rivolta. Quando i Vichinghi si ritirarono dalla Francia la primavera seguente, il monarca carolingio diede loro 700 libbre d'argento come promesso, ovvero circa 257 kg.

## Conseguenze
I parigini e Oddone si rifiutarono di permettere ai Vichinghi di procedere lungo la Senna, costringendo gli stranieri a tirare in secca le barche e a trascinarle fino alla Marna. Quando Carlo morì nel 888, i Franchi elessero Oddone quale nuovo sovrano, mentre più tardi fratello di Oddone ricoprì a sua volta il medesimo ruolo. Per tutto il secolo seguente i Robertingi, discendenti di Roberto il Forte, combatterono i Carolingi per la riconquista del trono franco. Il loro ducato deve il nome al regno (divenuto poi Francia), e l'impero carolingio non fu mai più riunito.

## Nei media
Il secondo assedio norreno di Parigi è al centro di una delle espansioni del videogioco Assassin's Creed: Valhalla, uscito nell'agosto 2021.